# Jan Izydorczyk

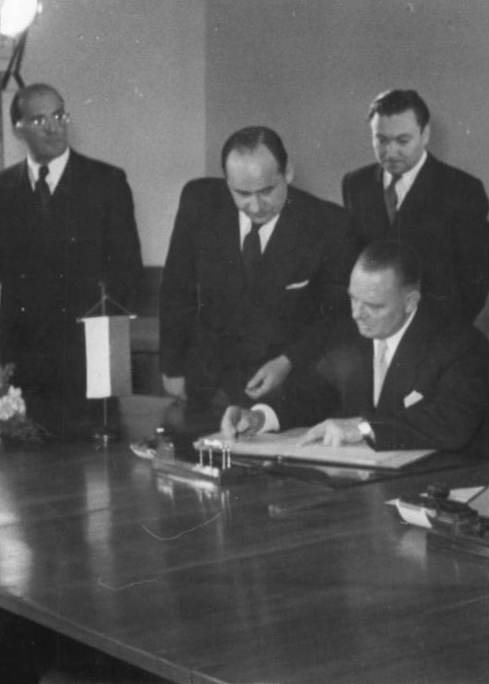
Wymiana dokumentów ratyfikacyjnych układu zgorzeleckiego (1950), Jan Izydorczyk siedzi

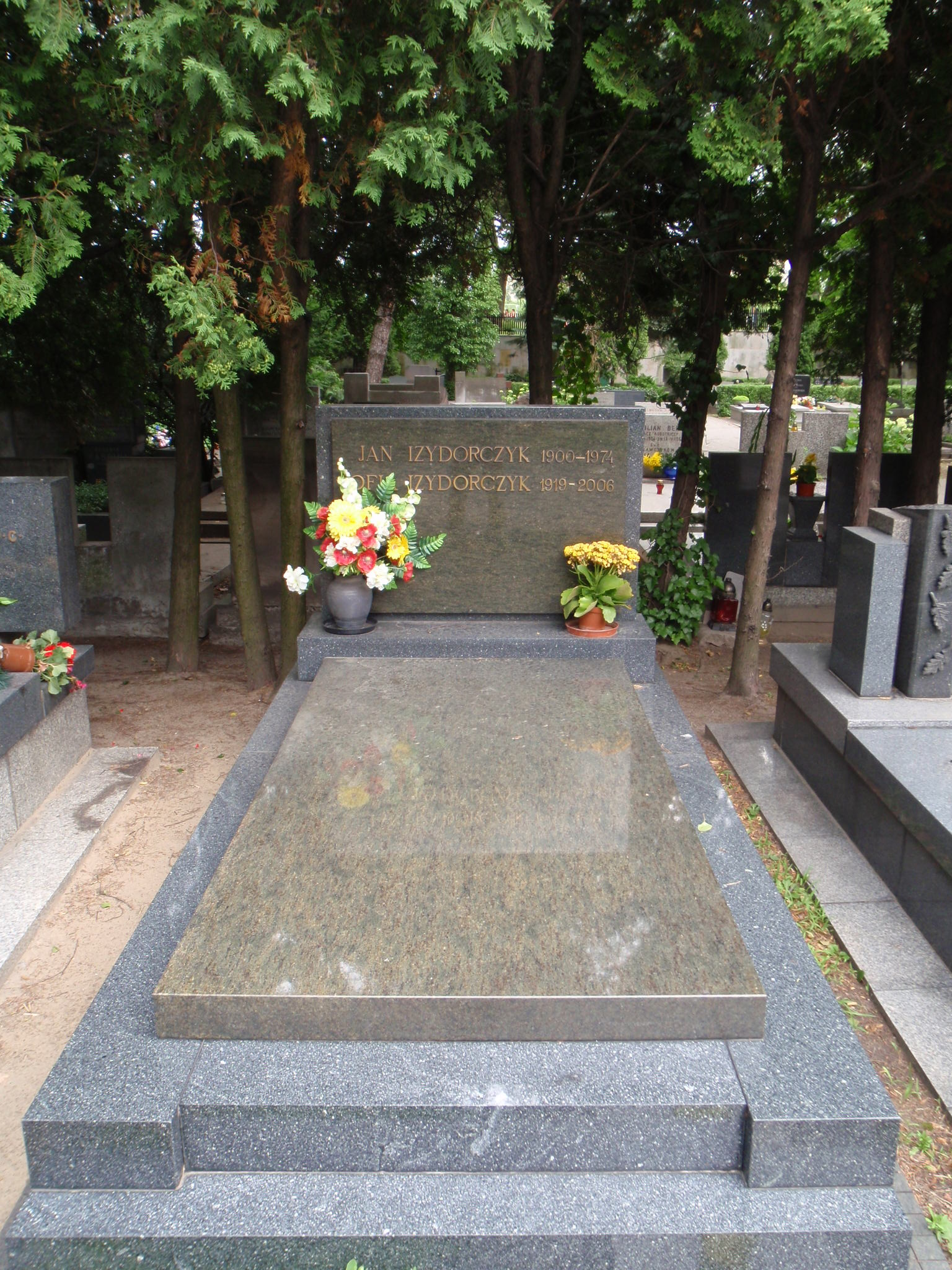
Grób Jana Izydorczyka na Cmentarzu Wojskowym na Powązkach w Warszawie

Jan Izydorczyk (ur. 8 lub 9 czerwca 1900 w Kępie Małej, zm. 17 kwietnia 1974 w Warszawie) – polski polityk komunistyczny. Członek Komitetu Centralnego Komunistycznej Partii Polski (1930–1938), członek KC Polskiej Zjednoczonej Partii Robotniczej (1948–1964), członek Centralnej Komisji Rewizyjnej PZPR (1964–1968). Ambasador PRL w NRD (1950–1954) i w Rumunii (1955–1956), podsekretarz stanu w Ministerstwie Administracji Publicznej (1949–1950), dyrektor Urzędu do Spraw Wyznań (1954–1955), poseł do Krajowej Rady Narodowej, na Sejm Ustawodawczy i Sejm PRL I, II, III i IV kadencji, były więzień Auschwitz i Buchenwaldu.

## Życiorys
Syn Franciszka i Katarzyny. W 1919 wstąpił do Komunistycznej Partii Robotniczej Polski (od 1925 pod nazwą Komunistyczna Partia Polski). Był słuchaczem Międzynarodowej Szkoły Leninowskiej, w latach 1934–1935 wykładowcą szkoły Kominternu w Moskwie. W okresie przed II wojną światową był więźniem politycznym (w więzieniu spędził łącznie 9 lat).
Po agresji Niemiec na Polskę wypuszczony z więzienia w Rawiczu, w październiku 1939 został aresztowany przez Gestapo. Dnia 9 lipca 1943 Niemcy osadzili go w KL Auschwitz, gdzie nadano mu numer więźniarski 128887. Jako zawód podał tam introligatorstwo. Wiosną 1944 przeniesiony do KL Buchenwald, gdzie otrzymał pracę w kancelarii obozowej.
W 1943 wstąpił do Polskiej Partii Robotniczej, jako były członek Komitetu Centralnego KPP w lipcu 1944 został przyjęty do tajnej organizacji partyjnej PPR. Wszedł w skład jej kierownictwa, obejmując w październiku tego roku funkcję sekretarza. Miał współudział w decyzji o zorganizowaniu w obozie konferencji partyjnej, która odbyła się 14 października 1944. Wzięło w niej udział 21 polskich więźniów i zarazem działaczy partyjnych, m.in. Tadeusz Findziński, Władysław Szczerba, Henryk Sokolak oraz sam Jan Izydorczyk, który wygłosił na niej referat pt. „Zadania partii w najbliższej przyszłości”. W końcowym okresie istnienia obozu został członkiem powstałego w 1943 tajnego Międzynarodowego Komitetu Obozowego, który obok komunistów skupiał też członków partii socjalistycznej i demokratów. Pod koniec istnienia obozu pełnił funkcję zastępcy blokowego. W Buchenwaldzie przebywał do końca wojny.
29 grudnia 1945 został posłem do Krajowej Rady Narodowej, z nominacji PPR. W latach 1947–1969 był posłem na Sejm Ustawodawczy oraz na Sejm PRL I, II, III i IV kadencji. W latach 1945–1948 był I sekretarzem Komitetu Wojewódzkiego PPR w Poznaniu, w 1948 wraz z PPR przystąpił do Polskiej Zjednoczonej Partii Robotniczej, zostając członkiem Komitetu Centralnego (będąc nim do 1964) oraz zastępcą kierownika Wydziału Organizacyjnego KC (którym był do 1949). Od września 1956 do listopada 1956 pełnił funkcję I sekretarza KW PZPR w Poznaniu. Od 1948 do 1964 członek KC PZPR, a w latach 1964–1968 członek Centralnej Komisji Rewizyjnej PZPR. Od lipca 1949 do lutego 1950 był podsekretarzem stanu w Ministerstwie Administracji Publicznej, a potem pierwszym ambasadorem PRL w Niemczech Wschodnich, w latach 1954–1955 dyrektorem Urzędu do Spraw Wyznań, następnie do 1956 ambasadorem PRL w Rumunii.
W 1949 jako członek Polskiego Komitetu Obrońców Pokoju był delegatem Krajowej Rady Obrońców Pokoju na Kongres Obrońców Pokoju w Paryżu. Działacz Towarzystwa Rozwoju Ziem Zachodnich, w którym pełnił funkcję wiceprzewodniczącego prezydium Rady Naczelnej. Był też wiceprzewodniczącym Zarządu Głównego Związku Bojowników o Wolność i Demokrację.
Został pochowany na Cmentarzu Wojskowym na Powązkach w Warszawie (C 2 Tuje m. 3).
Odznaczony został m.in. Orderem Sztandaru Pracy I klasy (1950), Krzyżem Komandorskim z Gwiazdą Orderu Odrodzenia Polski, Orderem Krzyża Grunwaldu III klasy (1946) i Krzyżem Partyzanckim.